# دخله عويدين (إب)
دخلة عويدين هي إحدى قرى الجمهورية اليمنية. تتبع جغرافيا لمحافظة إب وإداريًا لمديرية يريم. يبلغ تعداد سكانها 2486 نسمة حسب الإحصاء الذي أجري عام 2004.